# Aéroport international Pearson de Toronto
Pour les articles homonymes, voir Pearson.

Carte d'Aéroport

L’aéroport international Lester B. Pearson (code IATA : YYZ • code OACI : CYYZ) est le principal aéroport de la ville de Toronto, et l’aéroport canadien le plus fréquenté. Il était en effet classé 29e des aéroports les plus utilisés du monde en 2006 avec ses 31 millions de passagers annuels et c’est l’une des principales plates-formes de correspondance de la compagnie Air Canada et de sa filiale Air Canada Rouge, qui y est basée. C'est aussi l'un des deux aéroports desservant régulièrement Toronto, avec celui de Billy-Bishop.

## Localisation et accessibilité
L'aéroport de Toronto est situé à 22,5 km au nord-ouest du centre-ville de Toronto et dessert la ville de Toronto ainsi que l'agglomération Golden Horseshoe où près de 8,5 millions de personnes habitent.
L'aéroport est accessible par la route, via les autoroutes 409 et 427, ainsi que par plusieurs services de bus et de navettes.
Depuis le 6 juin 2015, la ligne ferroviaire UP Express assure un service régulier entre l'aéroport et la gare Union avec un train toutes les 15 minutes, 7 jours sur 7, pour un trajet de 25 minutes environ.

### Carte des aéroports du Réseau National du Canada
| \| 300 km1:20 691 000 \| Calgary Charlottetown Edmonton Fredericton Gander Moncton Halifax Iqaluit Kelowna London Montréal–Mirabel Montréal–Trudeau Ottawa Prince George Québec Regina Saint-Jean Saskatoon Saint-Jean de T.-N. Thunder Bay Toronto Pearson Vancouver Victoria Whitehorse Winnipeg Yellowknife |
| 300 km1:20 691 000 |

## Aérogares et destinations
L’aéroport international Lester B. Pearson possède deux terminaux appelés Terminal 1 et Terminal 3.

### Terminal 1
Le terminal 1 de l'aéroport international Pearson de Toronto a été édifié dans le but d'héberger des vols nationaux et internationaux. Ce terminal contient 3 jetées : la jetée D et E avec 38 portes d'embarquement et la jetée F avec 23 portes. Cette dernière remplace l'ancien terminal 2 détruit et est maintenant utilisée pour accueillir des lignes transfrontalières. Le terminal 1 contient au total 58 portes d'embarquement dont 2 qui peuvent accueillir un appareil Airbus A380.
Les principales compagnies aériennes qui utilisent le terminal 1 sont Air Canada et les autres opérateurs-membres de Star Alliance. Cependant, ce terminal sert aussi à diverses autres compagnies, qui ne sont pas membres de Star Alliance, telles qu'Emirates, Air France et Alitalia. De plus, dans le terminal 1, Air Canada a aménagé le Salon Feuille d'Érable où tous ses voyageurs et ceux des membres de Star Alliance peuvent attendre moyennant un supplément monétaire (selon la classe aérienne choisie). Il existe aussi le Plaza Premium Lounge qui est un autre salon où tous les voyageurs des compagnies utilisant l'aéroport Pearson peuvent aller en payant un laissez-passer d'accès,.

### Terminal 3
Au début, le terminal 3 a été ouvert en 1991 afin de pouvoir compenser l'achalandage des anciens terminaux 1 et 2. Aujourd'hui[Quand ?], le terminal 3 de l'aéroport contient présentement 39 portes d'embarquement qui sont séparées par 3 jetées : A, B, C. Entre autres, les compagnies aériennes Westjet, Air Transat et plusieurs autres, qui ne font pas partie d'une alliance, utilisent le terminal 3. D'autre part, le terminal 3 contient 5 salons-lounges où les voyageurs peuvent se détendre : American Airlines Admirals Club, British Airways The Galleries Club Lounge, British Airways The Galleries First Lounge, KLM Crown Lounge et le Plaza Premium Lounge.

## Statistiques
Le graphique qui aurait dû être présenté ici ne peut pas être affiché car il utilise l'ancienne extension Graph, désactivée pour des questions de sécurité. Des indications pour créer un nouveau graphique avec la nouvelle extension Chart sont disponibles ici.

Voir la requête brute et les sources sur Wikidata.

### Zoom sur l'impact du covid de 2019-2020
Le graphique qui aurait dû être présenté ici ne peut pas être affiché car il utilise l'ancienne extension Graph, désactivée pour des questions de sécurité. Des indications pour créer un nouveau graphique avec la nouvelle extension Chart sont disponibles ici.

Voir la requête brute et les sources sur Wikidata.

## Compagnies et destinations
| Compagnies                      | Destinations | Refs   |
| ------------------------------- | --- | ------ |
| Aer Lingus                      | Dublin | [ 5 ]  |
| Aeroméxico                      | Mexico-B. Juárez | [ 6 ]  |
| Air Canada                      | - Amsterdam, - Atlanta H.-Jackson, - Bridgetown-Grantley-Adams, - Bogota-El Dorado, - Boston Logan, - Buenos Aires-Ezeiza, - Calgary, - Cancún, - Chicago-O'Hare, - Copenhague-Kastrup, - Dallas-Fort Worth, - Delhi-Indira Gandhi, - Denver, - Dubaï, - Dublin, - Edmonton, - Francfort, - Halifax (Stanfield), - Houston-George Bush, - Las Vegas-Harry-Reid, - Liberia-D.-Oduber, - Lima-J. Chávez (reprend le 5 décembre 2025), - Lisbonne-H. Delgado, - Londres-Heathrow, - Los Angeles, - Mexico-B. Juárez, - Milan-Malpensa, - Moncton (Roméo-LeBlanc), - Montego Bay-Donald Sangster, - Monterrey-M. Escobedo - Montréal (P.-E.-Trudeau), - Munich-F. J. Strauß, - Nashville, - Nassau L. Pindling, - Newark-Liberty, - New York-LaGuardia, - Orlando, - Ottawa (Macdonald-Cartier), - Paris-Charles de Gaulle, - Port-d'Espagne - Piarco, - Providenciales, - Puerto Vallarta, - Rome Léonard-de-Vinci/Fiumicino, - Saint-Georges - Maurice-Bishop, - Saint-Jean (Terre-Neuve), - Saint-Vincent-Argyle, - San Diego, - San Francisco, - San José-J. Santamaría, - São Paulo/Guarulhos, - Seattle-Tacoma, - Séoul-Incheon, - Sydney-K. Smith, - Tel Aviv - Ben Gourion (reprend le 9 octobre 2025), - Tokyo-Haneda, - Tokyo-Narita, - Vancouver, - Victoria (International), - Vienne-Schwechat, - Winnipeg (J. A. Richardson), - Yellowknife, - Zurich En saison : - Athènes E.-Venizélos, - Barcelone-El Prat, - Bombay-Chhatrapati-Shivaji, - Bruxelles-National, - Carthagène-R. Núñez (reprend le 20 décembre 2025), - John Glenn Columbus - Édimbourg, - Fort Lauderdale-Hollywood, - Frédéricton, - George Town-Exuma, - Guadeloupe - Maryse Condé (débute le 20 décembre 2025), - Guadalajara-M. Hidalgo y Costilla (débute le 4 novembre 2025), - Honolulu, - Martinique A. Césaire, - Madrid-Barajas, - Manchester, - Nanaimo, - Osaka-Kansai, - Palm Beach, - Philadelphie, - Phoenix-Sky Harbor, - Prague-Václav-Havel, - Punta Cana, - Raleigh-Durham, - Reykjavik-Keflavík, - Rio de Janeiro/Galeão (reprend le 4 décembre 2025), - Sacramento, - Lambert-Saint Louis, - Saint-Martin - Princesse-Juliana, - Salt Lake City, - Santiago du Chili-A.-M.-Benítez, - Stockholm-Arlanda, - Tulum, - Venise - Marco Polo | [ 7 ]  |
| Air Canada Express              | - Atlanta H.-Jackson, - Charleston, - Charlotte-Douglas, - Chicago-O'Hare, - Cincinnati-Northern Kentucky, - Détroit, - Lambert-Saint Louis, - London (Ontario), - Minneapolis-Saint-Paul, - Montréal (P.-E.-Trudeau), - Newark-Liberty, - New York-John F. Kennedy, - New York-LaGuardia, - North Bay (Jack Garland), - Philadelphie, - Pittsburgh, - Raleigh-Durham, - Saint-Jean (Nouveau-Brunswick), - Sault-Sainte-Marie, - Sudbury, - Sydney (J.A. Douglas), - Thunder Bay, - Timmins, - Washington-Dulles, - Washington-Reagan, - Windsor En saison : Cleveland-Hopkins, John Glenn Columbus, Gander, Indianapolis, Jacksonville | [ 7 ]  |
| Air Canada Rouge                | - Austin-Bergstrom, - Cayo Coco (J. del Rey), - Charlottetown, - Curaçao, - Deer Lake (TN et L), - Fort Lauderdale-Hollywood, - Fort McMurray, - Fort Myers, - Grand Cayman-O. Roberts, - Hamilton-L.F. Wade, - Kelowna, - Kingston-N. Manley, - La Nouvelle-Orléans-L. Armstrong, - Las Vegas-Harry-Reid, - Miami, - Orlando, - Puerto Plata - Gregorio Luperón, - Québec (Jean-Lesage), - Régina, - Saint John's-V. C. Bird, - Sainte Lucie-Hewanorra, - Saskatoon, - Tampa, - Varadero-J.-G.-Gómez En saison : - Aruba-Reine-Beatrix, - Belize City-P. S. W. Goldson, - Cozumel, - Frédéricton, - Holguín-F. País, - Huatulco, - Ixtapa/Zihuatanejo, - Los Cabos, - Moncton (Roméo-LeBlanc), - Palm Springs, - Phoenix-Sky Harbor, - Punta Cana, - Puerto Escondido (débute le 17 décembre 2025), - Saint-Christophe-et-Niévès, - Saint-Jean (Nouveau-Brunswick), - Samaná-El Catey, - San Juan - Luis-Muñoz-Marín, - Santa Clara-A. Santamaría, - Sarasota-Bradenton, - Thunder Bay, - Victoria (International), - Yellowknife | [ 7 ]  |
| Air China                       | Pékin-Capitale |        |
| Air France                      | Paris-Charles de Gaulle | [ 8 ]  |
| Air India                       | Delhi-Indira Gandhi |        |
| Air North                       | En saison : Whitehorse (E. Nielsen), Yellowknife |        |
| Air Transat                     | - Cancún, - Cayo Coco (J. del Rey), - Faro, - Glasgow, - Holguín-F. País, - Istanbul (débute le 6 décembre 2025), - Lima-J. Chávez, - Lisbonne-H. Delgado, - Londres-Gatwick, - Manchester, - Montego Bay-Donald Sangster, - Montréal (P.-E.-Trudeau), - Porto-F. Sá-Carneiro, - Puerto Plata - Gregorio Luperón, - Punta Cana, - Rio de Janeiro/Galeão (débute le 4 février 2026), - Samaná-El Catey, - Santa Clara-A. Santamaría, - Varadero-J.-G.-Gómez En saison : - Amsterdam, - Athènes E.-Venizélos, - Berlin-Brandebourg, - Carthagène-R. Núñez, - Dublin, - Georgetown-Cheddi Jagan (débute le 16 décembre 2025), - Lamezia Terme, - La Romana-Casa de Campo, - Liberia-D.-Oduber, - Medellín-J. M. Córdova (débute le 1er novembre 2025), - Paris-Charles de Gaulle, - Puerto Vallarta, - Río Hato, - Rome Léonard-de-Vinci/Fiumicino, - Saint-Martin - Princesse-Juliana, - San José-J. Santamaría, - Venise - Marco Polo, - Zagreb-Pleso | [ 9 ]  |
| Alaska Airlines                 | Seattle-Tacoma |        |
| American Airlines               | Charlotte-Douglas, Dallas-Fort Worth, Miami | [ 11 ] |
| American Eagle                  | - Charlotte-Douglas, - Chicago-O'Hare, - New York-John F. Kennedy, - New York-LaGuardia, - Philadelphie, - Washington-Reagan |        |
| Arajet                          | Punta Cana |        |
| Avianca                         | Bogota-El Dorado |        |
| Avianca El Salvador             | San Salvador-M. O. A. Romero y Galdámez | [ 12 ] |
| Azores Airlines                 | Ponta Delgada-Jean Paul II En saison : Madère-C. Ronaldo, Terceira-Lajes | [ 13 ] |
| BermudAir                       | Hamilton-L.F. Wade |        |
| Biman Bangladesh Airlines       | Dacca-Shah Jalal |        |
| British Airways                 | Londres-Heathrow |        |
| Caribbean Airlines              | Georgetown-Cheddi Jagan, Kingston-N. Manley, Port-d'Espagne - Piarco | [ 14 ] |
| Cathay Pacific                  | Hong Kong | [ 15 ] |
| China Eastern Airlines          | Shanghai-Pudong | [ 16 ] |
| China Southern Airlines         | Canton-Baiyun | [ 17 ] |
| Condor                          | Francfort | [ 18 ] |
| Copa Airlines                   | Panama-Tocumen | [ 19 ] |
| Delta Air Lines                 | Atlanta H.-Jackson, Minneapolis-Saint-Paul, Salt Lake City(termine le 5 novembre 2025) |        |
| Delta Connection                | Détroit, Minneapolis-Saint-Paul, New York-John F. Kennedy, New York-LaGuardia | [ 20 ] |
| EgyptAir                        | Le Caire | [ 21 ] |
| Emirates                        | Dubaï | [ 22 ] |
| Ethiopian Airlines              | Addis-Abeba Bole | [ 23 ] |
| Etihad Airways                  | Abou Dabi | [ 24 ] |
| EVA Air                         | Taïwan-Taoyuan | [ 25 ] |
| Finnair                         | En saison : Helsinki-Vantaa (débute le 4 mai 2026) |        |
| Flair Airlines                  | - Abbotsford, - Calgary, - Cancún, - Edmonton, - Fort Lauderdale-Hollywood, - Guadalajara-M. Hidalgo y Costilla, - Halifax (Stanfield), - Kingston-N. Manley, - Mexico-B. Juárez (débute le 28 octobre 2025), - Vancouver, - Winnipeg (J. A. Richardson) En saison : - Charlottetown, - New York-John F. Kennedy, - Orlando, - Puerto Vallarta, - Punta Cana, - Saint-Jean (Nouveau-Brunswick), - Thunder Bay, |        |
| Hainan Airlines                 | Pékin-Capitale |        |
| Icelandair                      | Reykjavik-Keflavík | [ 26 ] |
| ITA Airways                     | En saison: Rome Léonard-de-Vinci/Fiumicino |        |
| KLM Royal Dutch Airlines        | Amsterdam | [ 27 ] |
| Korean Air                      | Séoul-Incheon | [ 28 ] |
| LOT Polish Airlines             | Varsovie-Chopin | [ 29 ] |
| Lufthansa                       | Francfort En saison : Munich-F. J. Strauß | [ 30 ] |
| Neos                            | Milan-Malpensa |        |
| Pakistan International Airlines | Islamabad-Benazir Bhutto, Karachi-Jinnah, Lahore-Allama Iqbal | [ 31 ] |
| Philippine Airlines             | Manille-N. Aquino | [ 32 ] |
| Porter Airlines                 | - Calgary, - Edmonton, - Fort Lauderdale-Hollywood, - Halifax (Stanfield), - Kelowna, - Las Vegas-Harry-Reid, - Los Angeles, - Montréal (P.-E.-Trudeau), - New York-LaGuardia, - Orlando, - Ottawa (Macdonald-Cartier), - Phoenix-Sky Harbor, - Saint-Jean (Terre-Neuve), - San Francisco, - Saskatoon, - Thunder Bay, - Vancouver, - Victoria (International), - Winnipeg (J. A. Richardson) En saison : Cancún (débute le 5 novembre 2025), Charlottetown, Deer Lake (TN et L), Fort Myers, Grand Cayman-O. Roberts (débute le 16 décembre 2025), Liberia-D.-Oduber (débute le 4 décembre 2025), Miami, Moncton (Roméo-LeBlanc), Nassau L. Pindling (débute le 26 novembre 2025), Palm Springs, Puerto Vallarta (débute le 14 novembre 2025) Québec (Jean-Lesage), Palm Beach, Tampa |        |
| Qatar Airways                   | Doha-Hamad |        |
| Royal Jordanian                 | Amman-Reine-Alia |        |
| Saudia                          | Djeddah - Roi-Abdelaziz |        |
| Scandinavian Airlines           | Copenhague-Kastrup |        |
| Sun Country Airlines            | En saison : Minneapolis-Saint-Paul |        |
| Swiss International Air Lines   | En saison: Zurich |        |
| TAP Air Portugal                | Lisbonne-H. Delgado | [ 33 ] |
| Turkish Airlines                | Istanbul | [ 34 ] |
| United Airlines                 | Chicago-O'Hare, Denver, Houston-George Bush, San Francisco | [ 35 ] |
| United Express                  | Chicago-O'Hare, Newark-Liberty, Washington-Dulles | [ 35 ] |
| Virgin Atlantic                 | Londres-Heathrow |        |
| WestJet                         | - Aruba-Reine-Beatrix, - Bridgetown-Grantley-Adams, - Calgary, - Cancún, - Cayo Coco (J. del Rey), - Edmonton, - Fort Lauderdale-Hollywood, - Fort Myers, - Grand Cayman-O. Roberts, - Halifax (Stanfield), - Holguín-F. País, - Kelowna, - Kingston-N. Manley, - Las Vegas-Harry-Reid, - Liberia-D.-Oduber, - Montego Bay-Donald Sangster, - Montréal (P.-E.-Trudeau), - Nassau L. Pindling, - Orlando, - Ottawa (Macdonald-Cartier), - Puerto Plata - Gregorio Luperón, - Puerto Vallarta, - Punta Cana, - Régina, - Saint John's-V. C. Bird, - Sainte Lucie-Hewanorra, - Saint-Martin - Princesse-Juliana, - Santa Clara-A. Santamaría, - Saskatoon, - Tampa, - Vancouver, - Varadero-J.-G.-Gómez, - Winnipeg (J. A. Richardson) En saison : - Belize City-P. S. W. Goldson, - Bonaire-Flamingo, - Comox, - Cienfuegos-J. González (en) (débute le 10 décembre 2025), - Cozumel, - Curaçao, - Dublin, - Édimbourg, - Grand Bahama-Freeport, - La Havane-José Martí (débute le 18 décembre 2025), - Huatulco, - Los Angeles, - Los Cabos, - La Romana-Casa de Campo (débute le 16 décembre 2025), - Mazatlán (débute le 4 novembre 2025), - Mérida C. Rejón, - Nashville, - Providenciales, - Roatán-J. M. Gálvez, - Saint-Georges - Maurice-Bishop, - Saint-Jean (Terre-Neuve), - Samaná-El Catey (débute le 11 décembre 2025), - San Juan - Luis-Muñoz-Marín, - Tulum, - Victoria (International) | [ 36 ] |

Actualisé le 01/05/2025